# Mile Sterjovski
Mile Sterjovski (*Wollongong, Australia, 27 de mayo de 1979) es un exfutbolista y entrenador de fútbol australiano. Jugaba de volante y su último equipo fue Central Coast de Australia. Actualmente es el entrenador del Macarthur FC

## Selección nacional
Ha sido internacional con la Selección de fútbol de Australia, ha jugado 43 partidos internacionales y ha anotado 8 goles.

### Participaciones en Copas del Mundo
| Mundial                        | Sede     | Resultado        |
| ------------------------------ | -------- | ---------------- |
| Copa Mundial de Fútbol de 2006 | Alemania | Octavos de final |

## Clubes
| Club              | País       | Año         |
| ----------------- | ---------- | ----------- |
| Wollongong Wolves | Australia  | 1996 - 1997 |
| Wollongong United | Australia  | 1997        |
| Sydney United     | Australia  | 1997 - 1999 |
| Parramatta Power  | Australia  | 1999 - 2000 |
| Lille OSC         | Francia    | 2000-2004   |
| FC Basel          | Suiza      | 2004-2007   |
| Hacettepe         | Turquía    | 2007-2008   |
| Derby County      | Inglaterra | 2008-2009   |
| Perth Glory       | Australia  | 2009-2011   |
| Dalian Yifang     | China      | 2012        |
| Central Coast     | Australia  | 2012-2014   |